# Brusinia elongata
Brusinia elongata is een krabbensoort uit de familie van de Brusiniidae. De wetenschappelijke naam van de soort is voor het eerst geldig gepubliceerd in 1969 door Sakai.